# Exossoma (vesícula)

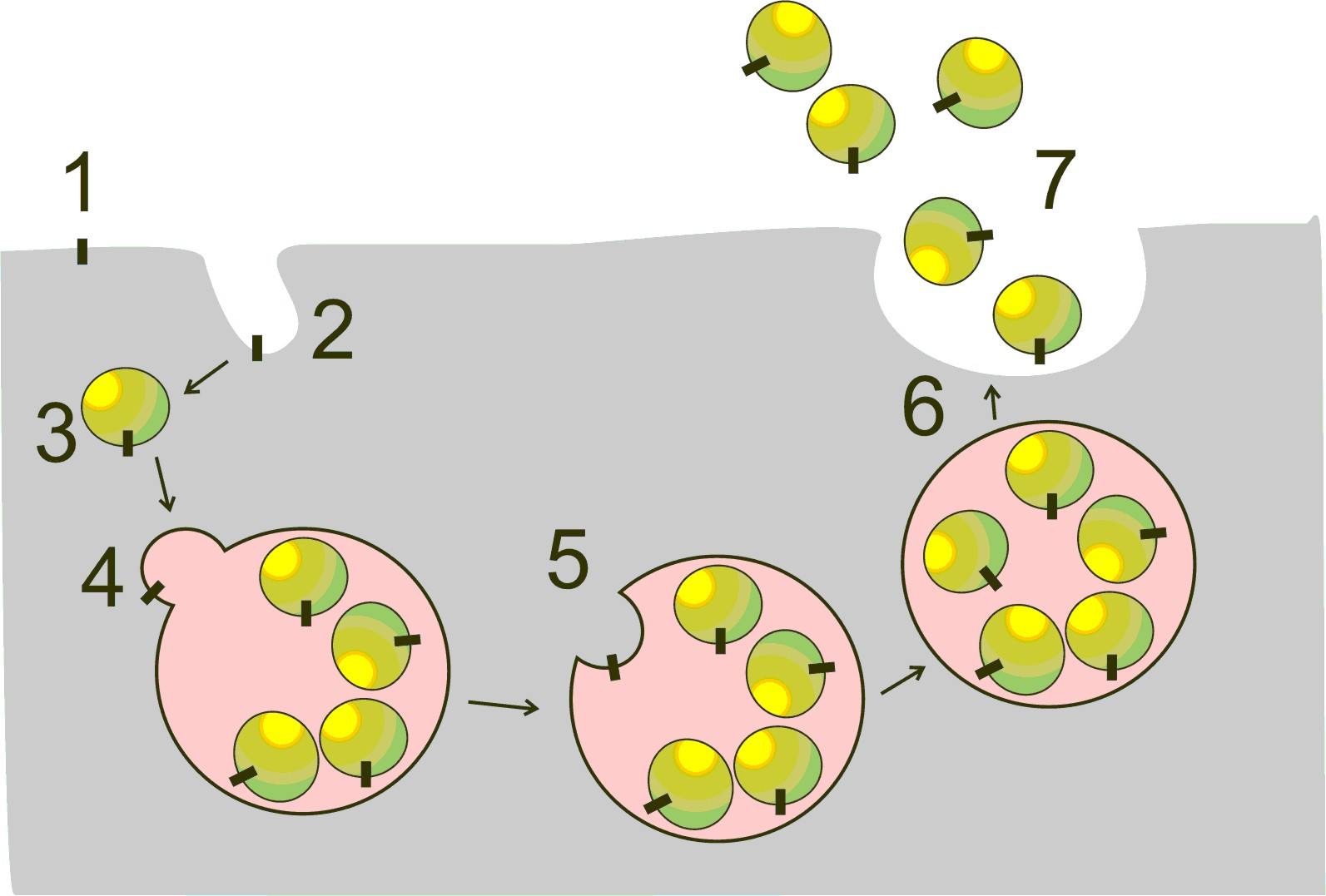
1 - proteína de membrana (balsa lipídica). 2 - endocitose. 3 - vesícula de endocitose. 4 - fusão com um endossoma 5 - invaginação e formação sucessiva dum corpo multivesicular com vesículas internas. 6 - fusão com a membrana plasmática. 7 - libertação das vesículas no exterior, que são os exossomas.

Os exossomas são vesículas de 30-90 nm secretadas para o meio extracelular por vários tipos de células de mamíferos. Foram descobertas pela primeira vez em reticulócitos maturados de mamíferos, usando um mecanismo de eliminação seletiva de muitas proteínas de membrana do plasma. Durante a maturação dos eritrócitos estas proteínas perdem-se ou diminuem em quantidade, sem que se produza uma degradação das mesmas.
Embora a composição proteica do exossoma varie de acordo com a célula que os origina, a maioria dos exossomas contém a proteína solúvel  Hsc 70 e muitas outras. Foram encontradas até 31 proteínas comuns nos exossomas em estudos realizados sobre o câncer colorretal, mastócitos e exossomas de urina. Para análise de uma lista dos marcadores proteicos que são mais frequentemente identificados nos exossomas, este banco de dados pode ser consultado: ExoCarta, banco de dados de exossomas. Determinadas células do sistema imunológico, como as células dendríticas e os  linfócitos B, secretam exossomas que, de acordo com vários cientistas, desempenham um papel funcional na mediação de respostas imunitárias adaptativas contra patógenos e tumores.
Na célula existe um tipo de endossoma chamado corpo multivesicular, que contém no seu interior vesículas intraluminais, as quais podem ser liberadas para o meio extracelular, dando origem a exossomas. Inicialmente o exossoma desenvolve-se no interior da célula quando um segmento da membrana celular se invagina espontaneamente e é endocitado, originando um endossoma. Este segmento de membrana introduzido na célula forma pequenas vesículas que são as que serão depois expulsas da célula. A última fase da formação dos exossomas tem lugar quando o endossoma tardio ou maduro, que contém no seu interior muitas vesículas pequenas (corpo multivesicular), se funde com a membrana celular, desencadeando a libertação fora da célula das vesículas do seu interior.
Estas vesículas, uma vez liberadas, chamam-se exossomas, e são constituídas por uma "balsa lipídica" na quais estão incrustados diversos ligandos semelhantes aos da membrana celular original. Os exossomas secretados pelas células tanto em condições normais como patológicas contêm proteínas e moléculas de ARN funcionais incluindo ARNm e microARN, que podem ser transportadas duma célula para outra, o que afecta a produção de proteínas da célula receptora. Este ARN é denominado exosomal shuttle RNA. Muitos dos micro ARN dos exossomas secretados por células estaminais mesenquimáticas são predominantemente imaturos pré-micro ARN. Nestes exossomas das células do mesênquima não existem proteínas associadas ao RISC (RNA-induced silencing complex), o que sugere que só os pré-micro ARN e não os micro ARN maduros nos exossomas têm o potencial de serem activos nas células receptoras. Para uma visão global das moléculas que se sabe estarem presentes nos exossomas pode consultar-se a seguinte base de dados: ExoCarta database.

## Aplicações clínicas
Os exossomas das células sanguíneas vermelhas inicialmente contêm o receptor de transferrina, que está ausente em eritrócitos maduros. Os exossomas originados em células dendríticas expressam os antígenos MHC I, MHC II e moléculas co-estimuladoras e foi demonstrado que podem induzir e amplificar "in vivo" respostas imunitárias antigeno-específicas dos linfócitos T. Além disso, está a começar a ser testada ensaios clínicos preliminares a primeira plataforma de vacinação contra o cancro com base em exossomas. Os rins também podem liberar exossomas na urina, e a sua detecção poderia servir como meio para diagnóstico.
Os exossomas urinários podem ser úteis como marcadores na resposta ao tratamento do cancro da próstata.
Os exosomas liberados no sangue pelos tumores podem também ser utilizados para diagnóstico. Os exossomas levam o ARN da célula da qual foram libertados e, J. Skog, et al. foram os primeiros a demonstrar que as mutações em tumores cerebrais podem ser detectadas nos exossomas extraídos duma amostra de soro sanguíneo, facilitando uma plataforma de biomarcadores sanguíneos para tumores sólidos. Esta plataforma tecnológica está a ser desenvolvida de momento pela empresa Exosome Diagnostics Inc. Também está a ser preparada uma tecnologia de diagnóstico chamada Carisome ™, que captura e caracteriza microvesículas circulantes, incluindo exossomas, pela companhia Caris Life Sciences. Estudos feitos pelo A*STAR Institute of Medical Biology de Singapur- Exosomes and Secreted Nano-vesicles Research Laboratory, demonstraram pela primeira vez
que os exossomas secretados por células estaminais mesenquimais reduzem os danos na isquemia de miocárdio e estabelecem as bases para a compreensão da terapia de transplante de células estaminais mesenquimais.